# Ecodonia ephyrinaria
Ecodonia ephyrinaria là một loài bướm đêm trong họ Geometridae.